# W5 (émission de télévision)

W5 est une émission d'information hebdomadaire canadienne en langue anglaise de la rédaction de CTV. Elle est diffusée chaque samedi à 19 heures et rediffusée en matinée le dimanche. Le titre de l'émission fait référence aux cinq W du journalisme anglophone : Who, What, Where, When et Why ?, soit Qui, Quoi, Où, Quand et Pourquoi ? en français. C'est le magazine d'information le plus ancien encore diffusé et le plus suivi au Canada.
L'émission a débuté en 1966, remplaçant l'émission américaine This Hour Has Seven Days qui était diffusé auparavant sur le réseau. De la fin des années 1970 et pour une grande partie de la décennie suivante, la chanson-thème de l'émission était un extrait de Fool's Overture du groupe rock britannique Supertramp[réf. nécessaire].